# Mikołaj Niakas
Mikołaj Niakas (ur. w 1952 we Wrocławiu) – aktor filmowy i teatralny, lalkarz.

## Życiorys
Mikołaj Niakas, znany również jako Niko Niakas, urodził się w rodzinie greckich emigrantów we Wrocławiu. W dzieciństwie uczęszczał zarówno do szkoły greckiej, jak i polskiej. Po maturze, mimo problemów z dykcją, zdał na wydział lalkarski wrocławskiej filii PWST w Krakowie. Dyplom uzyskał w roku 1980. W latach 1980–1983 występował na deskach Lubuskiego Teatru im. Leona Kruczkowskiego w Zielonej Górze. Od roku 1983 pracuje w Teatrze im. Wilama Horzycy w Toruniu.
W Toruniu znany jest z organizowania oraz prowadzenia benefisów artystycznych oraz sportowych. Działał również w Kabarecie Poniedziałek, tworzonym przez aktorów toruńskiej sceny teatralnej. W roku 2005 wziął udział w słuchowisku Radia Copernicus LEM KONzEPT, w którym czytał fragmenty Bajek robotów Stanisława Lema. Na początku lat 90. pozował rzeźbiarzowi Zbigniewowi Mikielewiczowi do postaci Chrystusa na krzyżu do ołtarza oraz Drogi Krzyżowej w kościele w Zalesiu Dolnym pod Warszawą.

## Filmografia
Zagrał w takich produkcjach filmowych, jak: Wolne chwile (1979), Trapez (1984), Defekt (2003), Owoce miłości (2003) oraz 1409. Afera na Zamku Bartenstein.

## Odznaczenia
W roku 2004 wyróżniony został odznaką Zasłużonego Działacza Kultury.